# Max’C
Max’C lub Max C, właśc. Charles Salter (ur. 17 czerwca 1975 w Louisville w Kentucky) – amerykański piosenkarz, autor tekstów, tancerz, choreograf i aktor. Jego jedyny album studyjny Passin’ Tyme został wydany przez 16 Inch Records w 2005.

## Życiorys
Dorastał w domu pełnym wszystkich rodzajów muzyki. Jego ojciec był entuzjastą bluesa i jazzu, a jego matka i rodzeństwo byli śpiewakami gospel. W młodym wieku śpiewał w szkolnych przedstawieniach, chórach i na ulicy. Wspólnie z Jamesem Blackem i Kari Kaivolą stworzył grupę 3rd Nation. Ich debiutancki album One Nation został nagrany z Mega Mania Records i cieszył się powodzeniem w Finlandii z ich międzynarodowym kontraktem płytowym ze SweMix Records w Szwecji. W 1993 ukazały się single „Show Me Love” i „I Believe”, które zyskały wiele uwagi dzięki teledyskom prezentowanym na MTV. 
W 2002 Max'C nagrał piosenkę „Live Your Life” z fińskim zespołem Bomfunk MC’s, a później współpracował z artystami takimi jak Axwell, Mighty 44, Blacknuss i Dallas Superstars.
W 2004 ukazał się jego solowy album Passin’ Tyme, dzięki któremu Max'C stał się ulubionym wykonawcą na rynku fińskim i europejskim. 

## Dyskografia

### Albumy studyjne
| Rok  | Dane dot. albumu                                                      |
| ---- | --------------------------------------------------------------------- |
| 2005 | Passin’ Tyme - Wydany: 2005 - Wytwórnia: 16 Inch Records - Format: CD |

### Single
| Rok  | Tytuł                                                  | Album        |
| ---- | ------------------------------------------------------ | ------------ |
| 2004 | „Caroline”                                             | Passin’ Tyme |
| 2009 | „Let It Rain” (with Nari & Milani and Cristian Marchi) | –            |
| 2010 | „Into the Light” (with Luca Cassani)                   | –            |
| 2010 | „Don't Stop” (& Phonic Punk)                           | –            |
| 2010 | „I Miss You” (with Brever & Bakchos)                   | –            |
| 2011 | „In the Sunshine” (& Disfunktion)                      | –            |